# Книжарница
Книжарница е голямо помещение или сграда, където се продават книги, предимно нови.
В антикварните книжарници могат също така да се разменят, купуват и продават както нови, така и стари книги. Много често в книжарниците се продават и канцеларски и учебни стоки – като химикалки, тефтери, карти, картички и други.
Продажбата на книги в книжарниците е последният, завършващ процес на книгопечатането и публикуването на книги.
В днешно време книжарниците са твърде разнообразни, може да са част от голяма верига или да са малки частни книжарници (често семеен бизнес). Някои от тях оперират само по интернет.